# 九龍巴士87R線
九龍巴士87R線是香港的一條特別巴士路線，由香港體育館往烏溪沙站，只在香港體育館舉行大型活動後提供服務。

九龍巴士287R線是香港的一條特別巴士路線，由佐敦（匯民道）往烏溪沙站，只在西九文化區舉行大型活動後提供服務。

## 歷史
- 2018年4月28日：87R線投入服務。只在香港體育館舉行活動散場後行走，是因應運輸署及警方為了針對日趨嚴重的非法屋邨巴士違規經營影響交通秩序，決定大力取締該等巴士線，而要求九巴開辦的特別服務，路線在紅磡香港體育館上客後便取道快速公路直達沙田第一城及馬鞍山。
- 2022年1月1日：配合西九文化區「香港跨年倒數演唱會」活動於該天凌晨結束，287R線投入服務。[1]

## 服務時間及班次
87R
- 於香港體育館活動完結後約15分鐘起提供服務，客滿即開

287R
- 於西九文化區活動完結後約15分鐘起提供服務，客滿即開

## 收費
(2)87R
全程：$18.3
| - 本線設有12歲以下小童及65歲或以上長者半價優惠。 - 65歲或以上香港居民使用「樂悠咭」，以及12歲以下合資格殘疾兒童使用「殘疾人士身份」個人八達通繳付車資，均可享有每程$2.0或半價（以較低者為準）的票價優惠；12至64歲合資格殘疾人士使用「殘疾人士身份」個人八達通（包括「樂悠咭」），以及60至64歲香港居民使用「樂悠咭」繳付車資，均可享有每程$2.0或全費（以較低者為準）的票價優惠。 - 65歲或以上長者如使用長者或一般個人八達通繳付車資，則只可享有半價優惠；12至64歲合資格殘疾人士如不使用「殘疾人士身份」個人八達通，以及60至64歲人士如不使用「樂悠咭」繳付車資，必須繳付全費。 - 乘客可以現金或八達通於上車時付款，不設找續。 - 每位成人乘客可免費攜帶最多兩名4歲以下而不佔座位的兒童乘客乘車，超額之4歲以下小童必須繳付小童車費乘車。 - 持有「九巴月票」之乘客在車票有效期內，每日可享最多10程任何九龍巴士及龍運巴士路線（包括本路線，以及聯營路線的九龍巴士／龍運巴士提供的班次；惟乘搭機場「A」及「NA」線則可享原價二七折優惠（不會計算每天10次合資格車程））；而B1線則每日可享最多各2程（不會計算每天10次合資格車程）。 - 九龍巴士、城巴、龍運巴士及陽光巴士全職員工及家屬（不包括外判職員）可免費乘搭本路線，惟必須拍職員或職員家屬八達通。 - 乘客亦可透過多元化電子支付系統（e度嘟）繳付車資，包括使用非接觸式VISA卡、JCB卡、萬事達卡、銀聯卡、美國運通、大來國際、Discover Card、Apple Pay、Google Pay、Samsung Pay、AlipayHK「易乘碼」、支付寶、WeChatHK／微信支付「搭車碼」、銀聯雲閃付「乘車碼」及BOC Pay「乘車碼」。乘客使用此付款方式，使用此支付方式的乘客可享有中途下車之分段收費，以及與其他九巴／龍運獨營路線或聯營線九巴／龍運班次之轉乘優惠，惟不適用於與非九巴／龍運路線之轉乘優惠，亦不能享有「公共交通費用補貼計劃」及「長者及合資格殘疾人士公共交通票價優惠計劃」。 |

## 行車路線
87R
經：暢運道、漆咸道南、公主道、窩打老道、獅子山隧道、獅子山隧道公路、沙田路、大涌橋路、石門交匯處、亞公角街、恆信街、恆泰路、馬鞍山路、恆康街、西沙路、馬鞍山路、錦英路、西沙路及沙安街。
287R
經：匯民道、佐敦道、匯翔道、連翔道、荔寶路、青沙公路（尖山隧道、沙田嶺隧道、大圍隧道）、車公廟路、大涌橋路、石門交匯處、亞公角街、恆信街、恆泰路、馬鞍山路、恆康街、西沙路、馬鞍山路、錦英路、西沙路及沙安街。

### 沿線車站

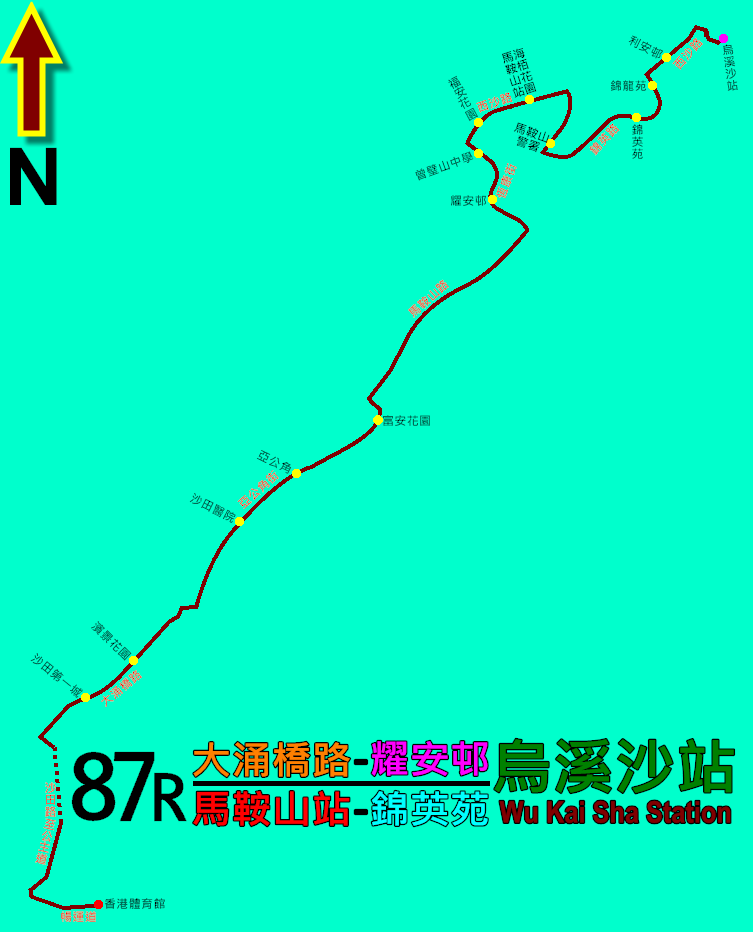
87R線的走線圖

87R
| 1                                                    | 香港體育館       | 暢運道                 |
| 公主道、窩打老道、獅子山隧道、獅子山隧道公路、沙田路 |                  |                        |
| 2                                                    | 沙田第一城       | 大涌橋路               |
| 3                                                    | 濱景花園         | 大涌橋路               |
| 4                                                    | 沙田醫院         | 亞公角街               |
| 5                                                    | 亞公角           | 亞公角街               |
| 6                                                    | 富安花園         | 亞公角街               |
| 馬鞍山路                                             |                  |                        |
| 7                                                    | 耀安邨           | 恆康街                 |
| 8                                                    | 馬鞍山運動場     | 恆康街                 |
| 9                                                    | 福安花園         | 西沙路                 |
| 10                                                   | 海栢花園         | 西沙路                 |
| 11                                                   | 馬鞍山警署       | 馬鞍山路               |
| 12                                                   | 錦英苑           | 錦英路                 |
| 13                                                   | 錦龍苑           | 錦英路                 |
| 14                                                   | 利安邨           | 西沙路                 |
| 15                                                   | 烏溪沙站巴士總站 | 烏溪沙站公共運輸交匯處 |

287R
| 1                                | 西九龍站         | 匯民道                 |
| 連翔道；青沙公路（尖山隧道）     |                  |                        |
| 2                                | 青沙公路轉車站   | 青沙公路               |
| 青沙公路（沙田嶺隧道、大圍隧道） |                  |                        |
| 3                                | 大圍站           | 車公廟路               |
| 4                                | 車公廟           | 車公廟路               |
| 5                                | 秦石邨           | 車公廟路               |
| 6                                | 曾大屋           | 大涌橋路               |
| 7                                | 乙明邨           | 大涌橋路               |
| 8                                | 麗豪酒店         | 大涌橋路               |
| 9                                | 富豪花園         | 大涌橋路               |
| 10                               | 沙田第一城       | 大涌橋路               |
| 11                               | 濱景花園         | 大涌橋路               |
| 12                               | 沙田醫院         | 亞公角街               |
| 13                               | 亞公角           | 亞公角街               |
| 14                               | 富安花園         | 亞公角街               |
| 馬鞍山路                         |                  |                        |
| 15                               | 耀安邨           | 恆康街                 |
| 16                               | 馬鞍山運動場     | 恆康街                 |
| 17                               | 福安花園         | 西沙路                 |
| 18                               | 海栢花園         | 西沙路                 |
| 19                               | 馬鞍山警署       | 馬鞍山路               |
| 20                               | 錦英苑           | 錦英路                 |
| 21                               | 錦龍苑           | 錦英路                 |
| 22                               | 利安邨           | 西沙路                 |
| 23                               | 烏溪沙站巴士總站 | 烏溪沙站公共運輸交匯處 |